# Сефа, Юльбер
Юльбер Сефа (алб. Ylber Sefa; род. 11 февраля 1991, Тирана) — албанский велогонщик.

## Биография
Юльбер Сефа начал заниматься велоспортом в возрасте 15 лет в столице Тиране, Албания.
В 2015 году он переехал в Бельгию, где присоединился к клубу Asfra Racing Oudenaarde. В июле 2016 года он выиграл белую майку за победы в промежуточных спринтах на Туре Льежа. В том же году он одержал победы на Туре Албании и Туре Косово.
В 2017 году Сефа стал чемпионом Албании в групповой гонке. В Бельгии он одержал шесть побед, включая успех на Omloop van de Grensstreek, а также занял множество призовых мест. В сентябре континентальная команда Tarteletto-Isorex объявила о подписании контракта с ним на следующий сезон.
В 2018 году Сефа дебютировал на континентальном уровне, неоднократно участвуя в отрывах. На Туре Антальи его догнали под самую финишную черту, хотя он был в отрыве вместе с Георгом Циммерманном. На Трёх днях Брюгге — Де-Панне он помогал своему лидеру Давиду Бушеру и выиграл спринтерский зачёт. В июле он защитил титул чемпиона Албании, одержав победу в одиночном отрыве перед Эугертом Жупой.

## Достижения
2010
2-й Чемпионат Албании —  групповая гонка
2011
Тур Косово
2-й Чемпионат Албании —  индивидуальная гонка
3-й на Тур Албании
2012
2-й Чемпионат Албании —  групповая гонка
2-й Чемпионат Албании —  индивидуальная гонка
3-й на Тур Албании
2015
2-й на Тур Косово
3-й на Тур Албании
2016
Тур Албании
Тур Косово
2-й Чемпионат Албании —  индивидуальная гонка
2017
 Чемпионат Албании —  групповая гонка
2018
 Чемпионат Албании —  групповая гонка
2019
 Чемпионат Албании —  групповая гонка
 Чемпионат Албании —  индивидуальная гонка
2020
 Чемпионат Албании —  групповая гонка
 Чемпионат Албании —  индивидуальная гонка
2021
 Чемпионат Албании —  групповая гонка
 Чемпионат Албании —  индивидуальная гонка
2-й на Тур Косово
2022
 Чемпионат Албании —  групповая гонка
Тур Албании
2023
3-й Чемпионат Албании —  групповая гонка
 Чемпионат Албании —  индивидуальная гонка

## Рейтинги
| Год                 | 2016   | 2017   | 2018  | 2019  | 2020  | 2021  | 2022  | 2023   |
| ------------------- | ------ | ------ | ----- | ----- | ----- | ----- | ----- | ------ |
| Мировой рейтинг UCI | 1794-й | 1428-й | 564-й | 817-й | 470-й | 521-й | 334-й | 1203-й |
| Европейский тур UCI | 1188-й | 927-й  | 410-й | 595-й | 387-й | 421-й | 268-й | -      |
| Азиатский тур UCI   | -      | -      | 295-й |       |       |       |       |        |
|                     |        |        |       |       |       |       |       |        |
| Источник: UCI       |        |        |       |       |       |       |       |        |